# Rhipidia pallidistigma
Rhipidia pallidistigma là một loài ruồi trong họ Limoniidae. Chúng phân bố ở miền Australasia.